# Fliederbeersuppe

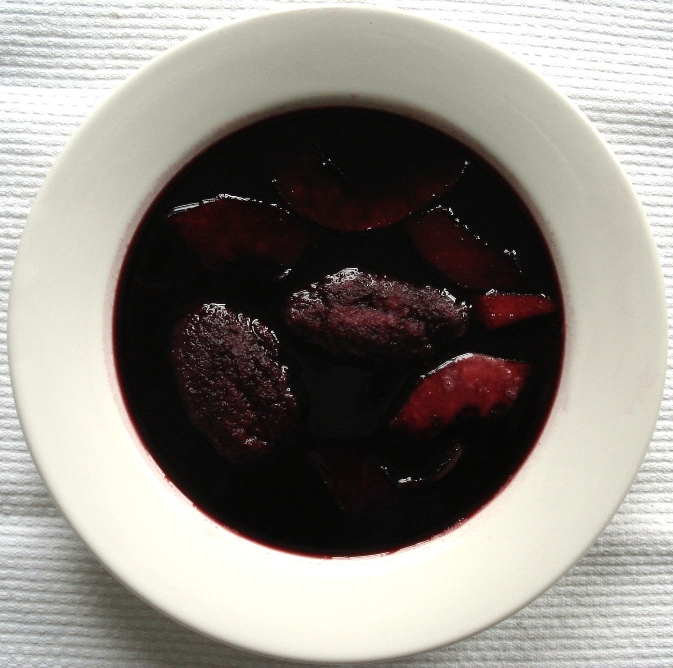
Ein Teller Fliederbeersuppe (mit Grießklößen und Apfelstücken)

Die Fliederbeersuppe (oder Fliederbeerensuppe, Holundersuppe bzw. Holunderbeerensuppe, in Österreich auch Hollersuppe) ist eine typische Spezialität Norddeutschlands und Dänemarks, die insbesondere in Schleswig-Holstein, Hamburg und Mecklenburg-Vorpommern verbreitet ist und eine entsprechende Tradition in der Pommerschen Küche hat. Ebenso hat sie ihren Platz in der Sächsischen Regionalküche, in der Österreichischen und in der Vogtländischen Küche.
Es handelt sich um eine Fruchtsuppe, die aus dem Saft der Beeren des Schwarzen Holunders (die als Fliederbeeren bezeichnet werden) hergestellt und heiß mit Mehlklößchen (sog. Klackerklümp) oder Grießklößen (gelegentlich auch mit Schwemmklößen) gegessen wird.
Die Fliederbeersuppe wird – entsprechend der Reife der Holunderbeeren – insbesondere im Herbst und Winter gegessen.

## Zubereitung
Bei der Zubereitung werden frische Holunderbeeren mit Zucker gekocht, gesiebt und der entstandene Saft  mit Speisestärke gebunden (eingedickt) mit Zitronenschale, ggf. Zitronensaft sowie geschälten Apfel- und Birnenstücken und den Grießklößen gekocht. Werden anstatt Grießklößchen Mehlklößchen verwendet, ist das Andicken normalerweise überflüssig. Gelegentlich werden als Gewürze Zimt und Gewürznelke hinzugegeben. In Ermangelung frischer Holunderbeeren kann auch Holunderbeersaft verwendet werden.
In Kärnten wird die Hollersuppe mit Wohlgemut (wilder Majoran) und statt Zucker eventuell mit Honig aufgekocht. In Oberösterreich werden entsteinte Zwetschgen mitgedünstet, während im Vorarlberg die Hollerbeeren mit einem Teil Rotwein gekocht werden – dazu gebähte Semmelschnitten. In der Steiermark war die Hollersuppe eine beliebte Frühstückszugabe, etwas dicker eingekocht hieß die Suppe dann Hollermannl.